# El Colorado, Cortazar
El Colorado är en ort i Mexiko.   Den ligger i kommunen Cortazar och delstaten Guanajuato, i den centrala delen av landet, 230 km nordväst om huvudstaden Mexico City. El Colorado ligger 1 736 meter över havet och antalet invånare är 139.
Terrängen runt El Colorado är platt åt nordväst, men åt sydost är den kuperad. Runt El Colorado är det ganska tätbefolkat, med 222 invånare per kvadratkilometer. Närmaste större samhälle är Valle de Santiago, 19,3 km väster om El Colorado. Trakten runt El Colorado består till största delen av jordbruksmark.